# 茨城県道38号那珂湊那珂線
茨城県道38号那珂湊那珂線（いばらきけんどう38ごう なかみなと なかせん）は、茨城県ひたちなか市から那珂市に至る県道（主要地方道）である。

## 概要
ひたちなか市関戸地内の国道245号から北西の方角へ向かい、ほぼ那珂川の左岸に沿って勝田市街地を経て国道6号（市毛十字路）、国道349号（中台東交差点）を連絡し、那珂市東木倉地内の国道118号に至る延長約17キロメートル (km) の重要な幹線道路である。

### 路線データ
- 起点：ひたちなか市田中後7634番1地先（国道245号・茨城県道6号水戸那珂湊線交点）[1]
- 終点：那珂市西木倉字長堀188番3地先（国道118号分岐＝水戸農高入口交差点）[2]
- 重要な経過地：（旧）勝田市（現ひたちなか市）[3]
- 総延長：15.241 km[4]
- 重用延長：0.086 km[4]
- 未供用延長：なし[4]
- 実延長：15.155 km[4]
- 自動車交通不能区間延長[注釈 1]：なし[4]
- 幅員
  - ひたちなか市柳沢：25 m（車道部13 m/4車線）[5]
  - ひたちなか市金上：14 m（車道部6 m/2車線）[5]
  - 那珂市中台 - 東木倉：22 m（車道部13 m/4車線）[5]

## 歴史
1982年（昭和57年）11月1日、前身にあたる県道那珂湊勝田線（整理番号228、那珂湊市 - 勝田市）と県道西木倉勝田線（にしきのくらかつたせん、整理番号394、那珂郡那珂町大字西木倉 - 勝田市）を廃止統合して、新たな主要地方道として那珂湊那珂線が路線認定された。1995年（平成7年）の整理番号の再編成により、整理番号38となり現在に至る。
物流や通勤の円滑な交通を確保するために4車線のバイパス化工事が進められ、2008 - 2009年（平成20年度）までに、ひたちなか市柳沢工区（起点付近413 m）、那珂市工区（国道6号から終点までの5.37 km）が供用され、金上十字路の交差点改良が行われている。

### 年表
- 1959年（昭和34年）10月14日：現在の路線の前身にあたる県道那珂湊勝田線（那珂湊市田中町 - 勝田市大字市毛、図面対照番号171）が路線認定される[8]。
- 1973年（昭和48年）3月8日：現在の路線の前身にあたる県道西木倉勝田線（那珂郡那珂町大字西木倉 - 勝田市大字市毛、整理番号394）が路線認定される[9]。
- 1982年（昭和57年）
  - 11月1日
    - 県道那珂湊那珂線（整理番号58）として路線認定される[3]。
    - 道路の区域を、那珂湊市関戸（関戸歩道橋） - 那珂郡那珂町大字西木倉（水戸農工入口交差点）と指定する[2]。
    - 同時に、那珂湊勝田線（整理番号228）、西倉木勝田線（整理番号394）の県道路線を廃止[10]。

  - 12月20日：那珂郡那珂町大字津田 - 同町大字中台の新道（624 m）を供用開始[11]。
- 1991年（平成3年）6月12日：勝田市津田 - 那珂郡那珂町津田の区間（約1.0 km）が開通[12]。
- 1992年（平成4年）7月30日：勝田市津田地内の一部区間を4車線へ拡幅[13]。
- 1993年（平成5年）5月11日：建設省から、県道那珂湊那珂線が那珂湊那珂線として主要地方道に指定される[14]。
- 1994年（平成6年）7月18日：勝田市大字津田地内の旧道（911 m）が指定解除により市道に降格する[15]。
- 1995年（平成7年）3月30日：整理番号58から現在の番号（整理番号38）に変更される[16]。
- 1996年（平成8年）7月25日：那珂町大字津田 - 大字中台（国道349号・中台交差点）の旧道（340 m）が指定解除により町道に降格する[17]。
- 1999年（平成11年）7月21日：ひたちなか市田中後（国道245号） - 同市柳沢のバイパス（約0.65 km）が開通する [18]。
- 2001年（平成13年）3月1日：ひたちなか市市毛 - 那珂町中台、ひたちなか市田中後 - 同市大平町4丁目の各区間が、通行する車両の最大重量限度25トンの道路に指定される[19]。
- 2002年（平成14年）4月22日：那珂町大字中台 - 大字豊喰（県道那珂湊那珂線現道）までのバイパス区間の一部（約1.7 km）が開通する[20]。
- 2004年（平成16年）3月22日：ひたちなか市大字市毛 - 那珂郡那珂町大字中台の区間が、通行する車両の高さの最高限度4.1 mの道路に指定される[21]。
- 2008年（平成20年）6月16日：ひたちなか市堀川 - 同市柳沢のバイパス道路（約0.6 km）を4車線化[22]。
- 2009年（平成21年）
  - 3月19日：ひたちなか市国神前（国道245号・旧起点）から同市柳沢までの旧道区間（610 m）が指定解除され市道に降格。起点が現在地に移る[1]。
  - 3月30日：那珂市豊喰の国道118号までバイパス延伸（686 m）されて開通する[23]。
- 2011年（平成23年）6月30日：ひたちなか市田中後 - 同市大字三反田間にバイパス（814 m）を新設する道路区域指定[24]。
- 2014年（平成26年）4月1日：那珂市中台 - 同市豊喰のバイパス区間が、通行する車両の高さの最高限度4.1 mの道路に指定される[25]。
- 2018年（平成30年）3月22日：那珂市中台 - 同市西木倉（水戸農高入口交差点）の水戸農高前を経由する旧道（1.952 km）を指定解除し、那珂市に移管[26]。
- 2023年（令和5年）4月1日：ひたちなか市武田 - 同市市毛を、通行する車両の高さの最高限度が4.1メートルの道路に指定[27]。

## 路線状況
起点の国道245交点から旧道交点まで延長413 m区間と、国道6号市毛十字路から終点・国道118号交点まで延長5.37 kmのバイパス化区間（都市計画道路 豊喰・市毛線）は、対向4車線にて供用中で、その他区間は対向2車線である。全線を通して屈曲部はほぼ皆無で大変見通しのよい道路となっている。ひたちなか市から那珂市を結ぶこの地域の生活と物流上重要な路線であり、交通量は多い。
道路法の規定に基づき、ひたちなか市峰後（国道245号交差） - 那珂市豊喰（水戸農高入口北交差点）間は、緊急輸送道路として機能を維持するため、災害発生時の被害拡大防止を目的に道路用地内に電柱を建てることが制限されている。

### 道路施設
- 武田橋（JR常磐線、ひたちなか市大字武田 - 同市勝田本町）
- 堀口歩道橋（ひたちなか市勝田本町）
- 市毛歩道橋（ひたちなか市大字市毛）
- 中台跨線橋（JR水郡線、那珂市中台）

## 地理

### 通過する自治体
- ひたちなか市
- 那珂市

### 交差する道路

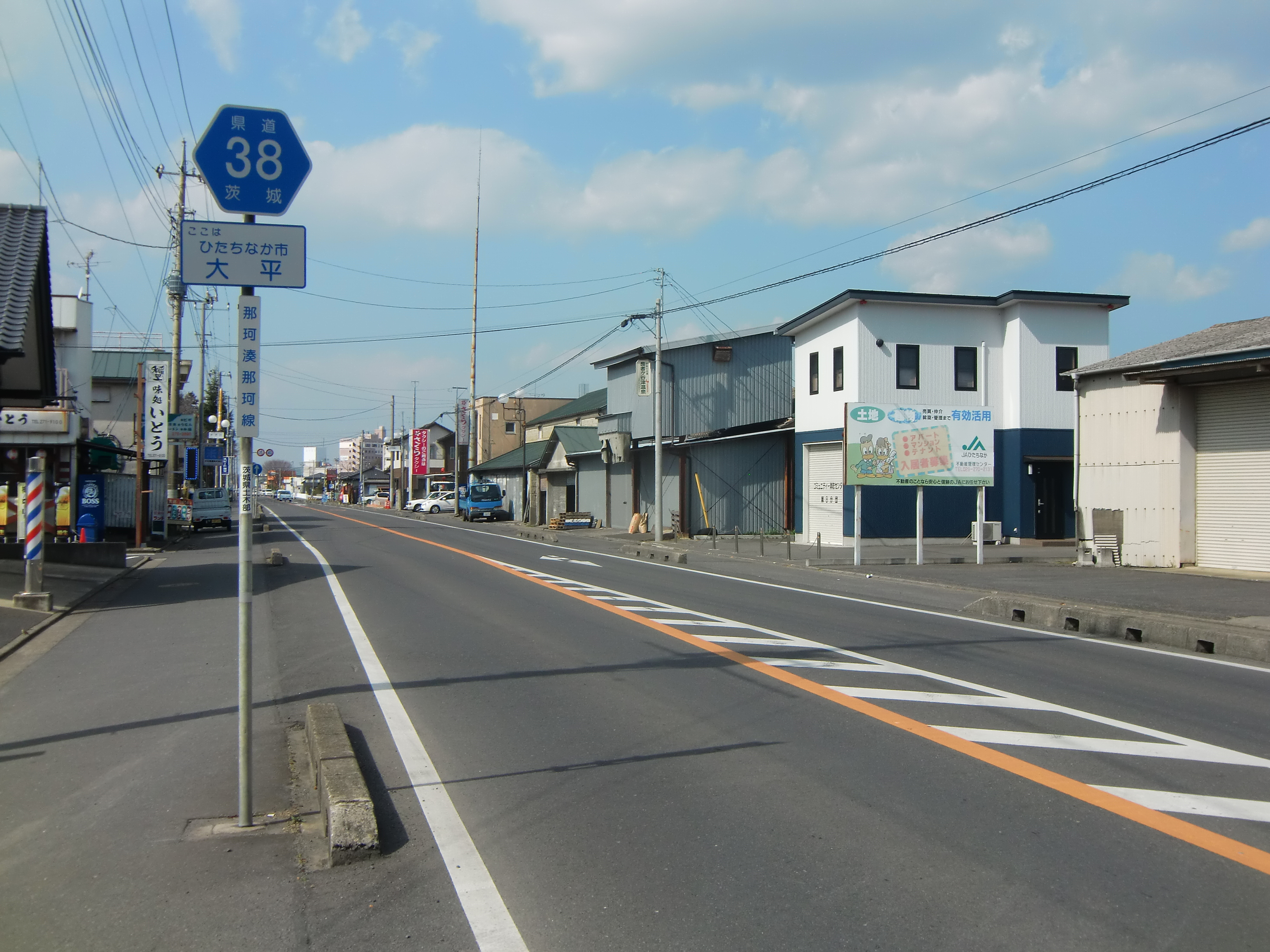
ひたちなか市大平（2013年3月）

- 国道245号・茨城県道6号水戸那珂湊線（ひたちなか市田中後/峰後・起点）
- 茨城県道63号水戸勝田那珂湊線（ひたちなか市大平）
- 茨城県道283号勝田停車場線（ひたちなか市堀口）
- 国道6号（ひたちなか市市毛 市毛十字路）
- 国道349号（那珂市中台 中台東交差点）
- 国道118号（那珂市西木倉 水戸農工入口交差点）※旧道
- 国道118号（那珂市豊喰）※新道

### 沿線にある施設など
- 茨城県立水戸農業高等学校（那珂市東木倉）
- 茨城女子短期大学（那珂市東木倉）
- ひたちなか市立市毛小学校（ひたちなか市市毛）
- 勝田自動車学校（ひたちなか市市毛）
- 工機前駅（ひたちなか市武田）
- 陸上自衛隊勝田駐屯地（ひたちなか市勝倉）
- 金上駅（ひたちなか市太平4丁目）
- ひたちなか市立三反田小学校（ひたちなか市三反田）